# Anthochaera
Anthochaera és un gènere d'ocells de la família dels melifàgids (Meliphagidae) que habita als boscos oberts i fins i tot a pobles, d'Austràlia i illes properes.

## Taxonomia
Segons la classificació del Congrés Ornitològic Internacional (versió 2.5, 2010) aquest gènere està format per cinc espècies:
- Anthochaera carunculata - menjamel d'arracades.
- Anthochaera chrysoptera - menjamel estornellenc.
- Anthochaera lunulata - menjamel galtablanc.
- Anthochaera paradoxa - menjamel carunculat ventregroc.
- Anthochaera phrygia - menjamel regent.

Antany phrygia era inclòs en el gènere Xanthomyza fins que va ser mogut a Anthochaera el 1827 pels naturalistes Nicholas Aylward Vigors i Thomas Horsfield..